# Chloroleucon eurycyclum
Espèce
Statut de conservation UICN

 VU D2 : Vulnérable
Chloroleucon eurycyclum est une espèce de plantes à fleurs de la famille des Fabaceae. Elle est trouvée uniquement au Venezuela. 

## Publication originale
- Memoirs of The New York Botanical Garden 74(1): 140–141. 1996. (25 Mar 1996)